# Třída Fort Victoria
Třída Fort Victoria je třída bojových zásobovacích lodí postavených pro Royal Fleet Auxiliary, podpůrnou složku britského královského námořnictva. Kombinují v sobě funkci tankeru a zásobovací lodi. Jejich hlavním úkolem měla být podpora fregat a protiponorkových patrol v Atlantiku. Postaveny byly dvě jednotky této třídy. Ve službě byly od roku 1993. Fort George byla kvůli úsporným opatřením vyřazena již roku 2011. Sesterské plavidlo Fort Victoria bylo roku 2024 uloženo do rezervy.

## Stavba
V letech 1986–1987 byla objednána stavba prvních dvou jednotek této třídy, přičemž celkem jich mělo být postaveno až šest. Nakonec však další již nebyly objednány. První jednotku Fort Victoria rozestavěla loděnice Harland & Wolff v Belfastu. Dne 6. září 1990 byly na nedokončenou Fort Victoria Irskou republikánskou armádou umístěny dvě výbušniny. Výbuch jedné z náloží vážně poškodil strojovnu, přičemž plavidlo se téměř převrátilo. Fort Victoria musela být dokončena loděnicí Camell Laird. Do služby zařazena se zpožděním 24. června 1994. Druhou jednotku Fort George loděnice Swan Hunter v Tyne and Wear. Do služby byla loď přijata 16. července 1993.
Jednotky třídy Fort Victoria:
| Jméno                    | Spuštěna | Vstup do služby   | Status                                          |
| ------------------------ | -------- | ----------------- | ----------------------------------------------- |
| RFA Fort Victoria (A387) | 1990     | 24. června 1994   | Roku 2024 přeřazena do rezervy.                 |
| RFA Fort George (A388)   | 1991     | 16. července 1993 | Vyřazena 23. února 2011. Sešrotována v Turecku. |

## Konstrukce

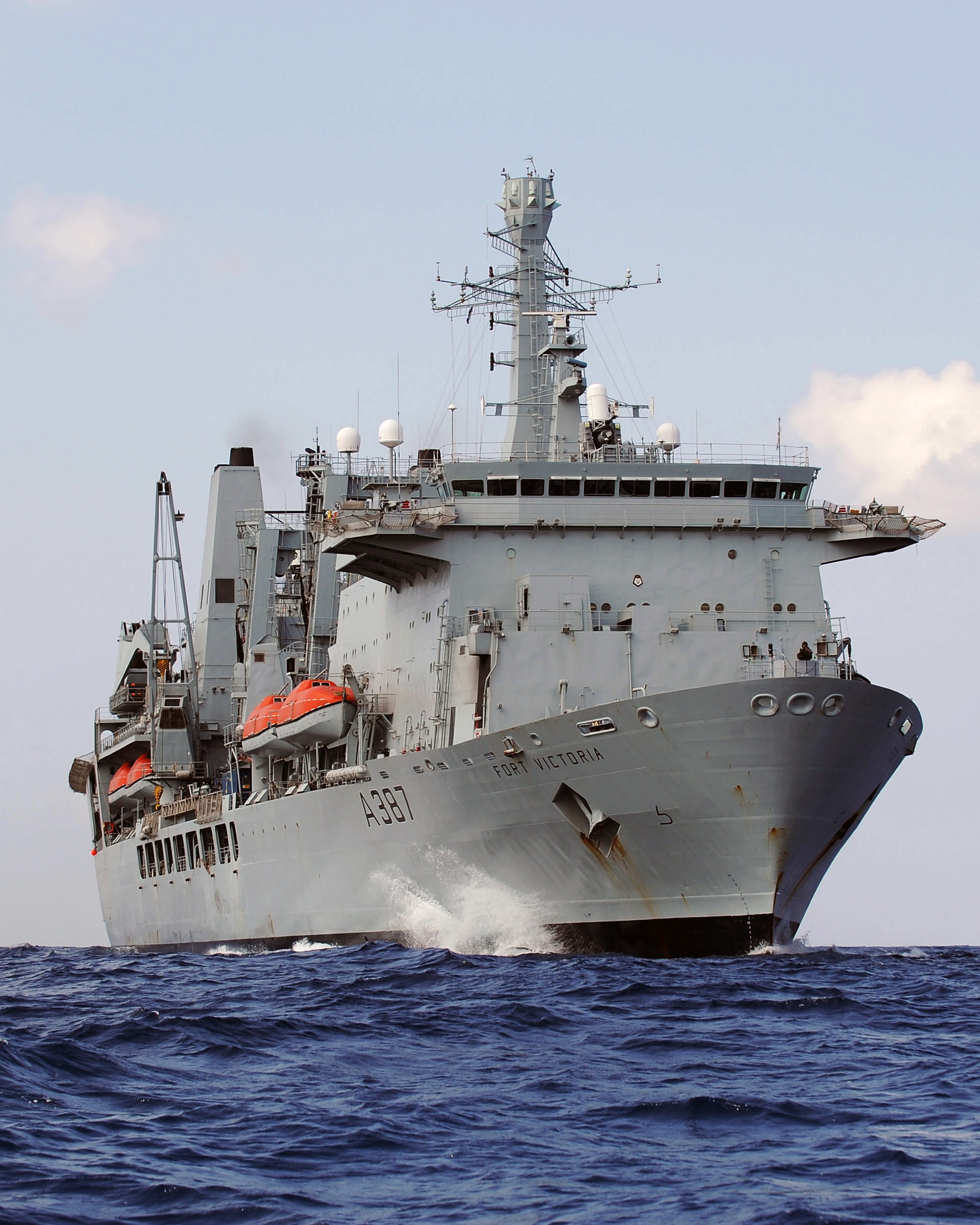
RFA Fort Victoria

Elektroniku tvoří vyhledávací radar Type 996, navigační radar Kelvin Hughes 1007, řídící radar pro vrtulníky NUCLEUS a bojový datový systém SCOT 1D. Obranu zesilují čtyři odpalovače klamných cílů a vlečený torpédový klmný cíl Type 182. Kapacita lodí je 12 505 m³ paliva a 6234 m3 dalšího nákladu. K zásobování palivem a zásobami dslouží čtyři stanice na obou bocích. Palivo přitom lze čerpat rovněž na zádi. Obrannou výzbroj tvoří dva 30mm kanóny DS 30B a dva systémy blízké obrany Phalanx CIWS. Na zádi nesou přistávací plochu pro dva vrtulníky a hangár pro pět transportních vrtulníků o velikosti typu Merlin. Je rovněž vybavena pro provádění jejich údržby. Vrtulníky tak hrají důležitou úlohu při zásobování. V případě nouze může na palubě těchto lodí přistát též letoun VSTOL Harrier II. Lodě pohánějí dva diesely Crossley-Pielstick 16PC 2V400. Nejvyšší rychlost je 20 uzlů.